# Championnat de république démocratique du Congo de football 2014-2015
Navigation
Saison précédente Saison suivante
La saison 2014-2015 du Championnat de république démocratique du Congo de football est la cinquante-huitième édition de la première division en république démocratique du Congo, la Ligue Nationale de Football. La compétition rassemble les vingt meilleures formations du pays. 
La compétition se déroule en deux phases :
- la saison régulière avec deux poules de dix équipes, qui ne se rencontrent qu'une seule fois. Les cinq premiers de chaque poule sont qualifiés pour la seconde phase et les deux dernières équipes sont reléguées
- la seconde phase rassemble les dix équipes qualifiées, qui s'affrontent en matchs aller-retour pour déterminer le club champion.

C'est l'AS Vita Club qui remporte la compétition cette saison après avoir terminé en tête du classement final, avec un seul point d'avance sur le Tout Puissant Mazembe, tenant du titre. Il s'agit du treizième titre de champion de république démocratique du Congo de l'histoire du club. 
La fin de championnat connaît une issue anticipée puisque la fédération décide d'annuler toute la phase retour de la poule finale. Le titre est donc décerné à l'AS Vita Club à l'issue de la 9e journée.

## Les clubs participants
| Groupe 1 - AS Dauphins Noirs - CS Don Bosco - TP Mazembe - FC Saint Eloi Lupopo - Lubumbashi Sport - OC Muungano - SM Sanga Balende - US Tshinkunku - AS Bantous - Promu de D2 - AC Capaco - Promu de D2 | Groupe 2 - DC Motema Pembe - AS Rojolu - Sharks XI FC - AS Vita Club - TC Elima - FC MK Etanchéité - CS Makiso - AS Nika - RC Kinshasa - Promu de D2 - JS Groupe Bazano - Promu de D2 |

## Compétition
Le barème utilisé pour le classement est le suivant :
- Victoire : 3 points
- Match nul : 1 point
- Défaite, abandon ou forfait : 0 point

### Première phase

#### Groupe A
| Rang | Équipe               | Pts | J | G | N | P | Bp | Bc | Diff |
| ---- | -------------------- | --- | - | - | - | - | -- | -- | ---- |
| 1    | TP MazembeT          | 20  | 9 | 6 | 2 | 1 | 19 | 5  | +14  |
| 2    | SM Sanga Balende     | 19  | 9 | 6 | 1 | 2 | 9  | 4  | +5   |
| 3    | Lubumbashi Sport     | 17  | 9 | 5 | 2 | 2 | 17 | 8  | +9   |
| 4    | FC Saint Eloi Lupopo | 16  | 9 | 4 | 4 | 1 | 11 | 3  | +8   |
| 5    | CS Don Bosco         | 14  | 9 | 3 | 5 | 1 | 13 | 4  | +9   |
| 6    | OC Muungano          | 11  | 9 | 3 | 2 | 4 | 6  | 5  | +1   |
| 7    | AS BantousP          | 11  | 9 | 3 | 2 | 4 | 7  | 15 | -8   |
| 8    | US Tshinkunku        | 8   | 9 | 2 | 2 | 5 | 5  | 10 | -5   |
| 9    | AS Dauphins Noirs    | 8   | 9 | 2 | 2 | 5 | 6  | 14 | -8   |
| 10   | AC CapacoP           | 0   | 9 | 0 | 0 | 9 | 1  | 26 | -25  |

|  | Qualification pour la seconde phase |
|  | Relégation en deuxième division     |
|  | T : Tenant du titre P : Promu de D2 |

#### Groupe B
| Rang | Équipe            | Pts | J | G | N | P | Bp | Bc | Diff |
| ---- | ----------------- | --- | - | - | - | - | -- | -- | ---- |
| 1    | DC Motema Pembe   | 22  | 9 | 7 | 1 | 1 | 12 | 5  | +7   |
| 2    | AS Vita Club      | 21  | 8 | 7 | 0 | 1 | 16 | 2  | +14  |
| 3    | Sharks XI FC      | 15  | 9 | 5 | 0 | 4 | 11 | 5  | +6   |
| 4    | FC MK EtanchéitéC | 14  | 9 | 3 | 5 | 1 | 8  | 5  | +3   |
| 5    | JS Groupe BazanoP | 13  | 9 | 3 | 4 | 2 | 8  | 7  | +1   |
| 6    | RC KinshasaP      | 12  | 9 | 3 | 3 | 3 | 7  | 8  | -1   |
| 7    | CS Makiso         | 8   | 8 | 2 | 2 | 4 | 7  | 8  | -1   |
| 8    | AS Rojolu         | 8   | 9 | 2 | 2 | 5 | 6  | 16 | -10  |
| 9    | TC Elima          | 7   | 9 | 2 | 1 | 6 | 7  | 12 | -5   |
| 10   | AS Nika           | 2   | 9 | 0 | 2 | 7 | 5  | 19 | -14  |

|  | Qualification pour la seconde phase |
|  | Relégation en deuxième division     |
|  | T : Tenant du titre P : Promu de D2 |

### Seconde phase
| Rang | Équipe               | Pts | J | G | N | P | Bp | Bc | Diff |
| ---- | -------------------- | --- | - | - | - | - | -- | -- | ---- |
| 1    | AS Vita Club         | 21  | 9 | 6 | 3 | 0 | 16 | 4  | +12  |
| 2    | TP MazembeT          | 20  | 9 | 6 | 2 | 1 | 19 | 6  | +13  |
| 3    | CS Don Bosco         | 15  | 9 | 4 | 3 | 2 | 10 | 5  | +5   |
| 4    | FC Saint Eloi Lupopo | 13  | 9 | 3 | 4 | 2 | 8  | 7  | +1   |
| 5    | Lubumbashi Sport     | 12  | 9 | 3 | 3 | 3 | 8  | 9  | -1   |
| 6    | Sharks XI FC         | 12  | 9 | 3 | 3 | 3 | 6  | 7  | -1   |
| 7    | SM Sanga Balende     | 11  | 9 | 3 | 2 | 4 | 8  | 8  | 0    |
| 8    | JS Groupe BazanoP    | 11  | 9 | 3 | 2 | 4 | 10 | 11 | -1   |
| 9    | DC Motema Pembe      | 5   | 9 | 1 | 2 | 6 | 5  | 16 | -11  |
| 10   | FC MK EtanchéitéC    | 2   | 9 | 0 | 2 | 7 | 2  | 19 | -17  |

|  | Qualification pour la Ligue des champions de la CAF 2016 |
|  | Qualification pour la Coupe de la confédération 2016     |
|  | T : Tenant du titre P : Promu de D2                      |

## Bilan de la saison
| Championnat de république démocratique du Congo de football 2014-2015                        |                                               |
| Champion                                                                                     | AS Vita Club (13e titre)                      |
| Coupes et trophées                                                                           |                                               |
| Vainqueur de la Coupe de république démocratique du Congo 2014-2015                          | FC Saint Eloi Lupopo                          |
| Qualifications continentales                                                                 |                                               |
| Ligue des champions de la CAF 2016                                                           | AS Vita Club                                  |
| Ligue des champions de la CAF 2016                                                           | TP Mazembe                                    |
| Coupe de la confédération 2016                                                               | CS Don Bosco                                  |
| Coupe de la confédération 2016                                                               | FC Saint Eloi Lupopo                          |
| Promotions et relégations                                                                    |                                               |
| Promus en Linafoot                                                                           | New Soger                                     |
| Promus en Linafoot                                                                           | FC Océan Pacifique                            |
| Promus en Linafoot                                                                           | CS El Dorado                                  |
| Promus en Linafoot                                                                           | FC Nkoyi Bilombe                              |
| Promus en Linafoot                                                                           | US Socozaki                                   |
| Promus en Linafoot                                                                           | AS Dragons Bilima                             |
| Promus en Linafoot                                                                           | FC Nord Sport                                 |
| Promus en Linafoot                                                                           | AS Vutuka                                     |
| Relégués en Championnat de république démocratique du Congo de football de deuxième division | Aucun (Le Championnat passé de 20 à 28 Clubs) |

## Distribution et Animation
le Championnat de la république démocratique du Congo de football de la saison 2014-2015 est diffusé à la télévision par les chaînes suivantes :
- Antenne A